# Céfalo

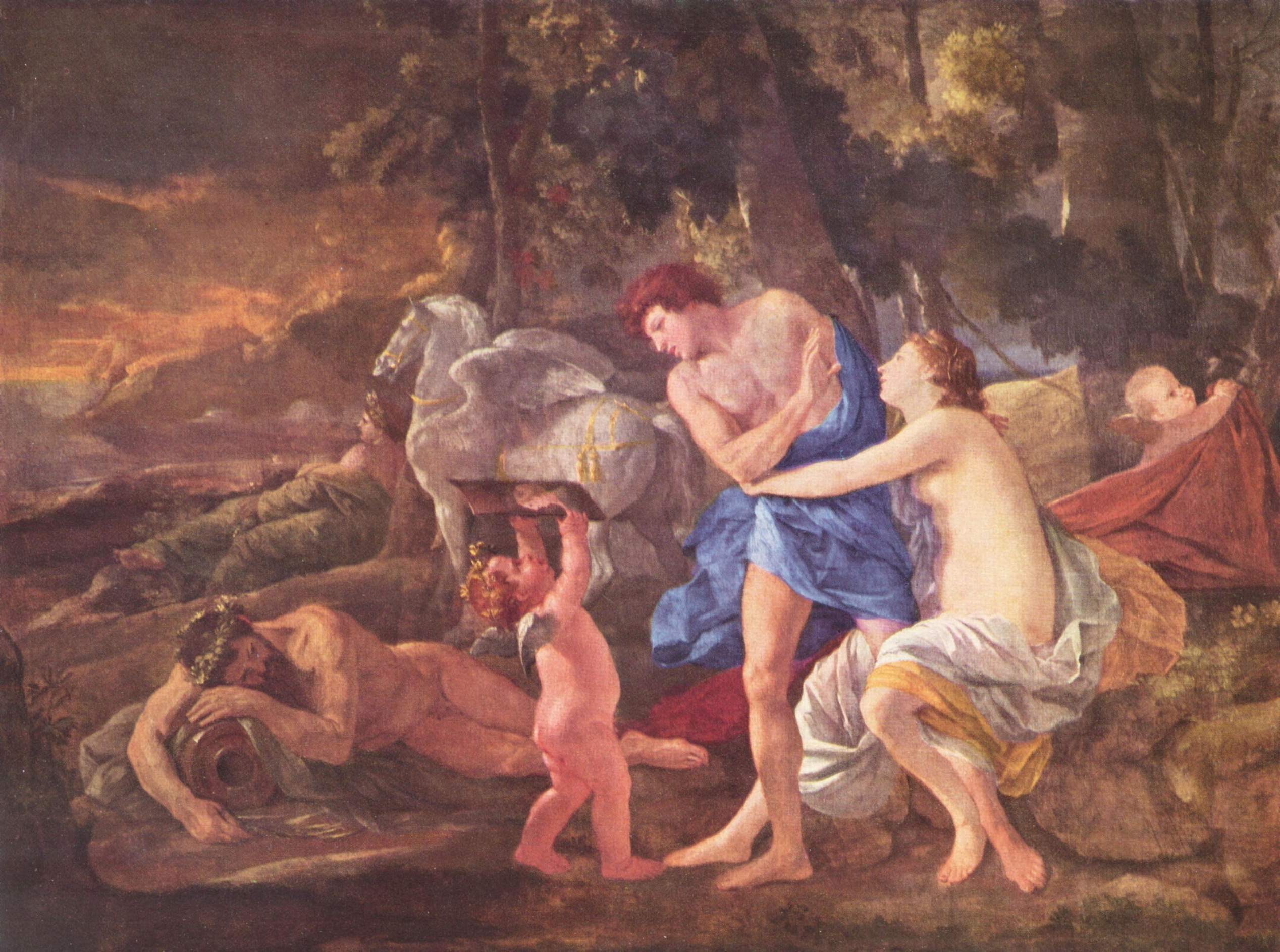
Céfalo e Eos, de Nicolas Poussin (cerca de 1630)

Céfalo, na mitologia grega, é um mortal por quem a deusa Eos (a Aurora) se apaixonou.
Existem vários versões sobre este mito.

## Pseudo-Apolodoro
Há várias versões sobre Céfalo.
Em uma versão, Céfalo era filho de Hermes e Herse, filha de Cécrope I e Aglauro. Eos se apaixonou por Céfalo, e o levou para a Síria, onde eles tiveram um filho, Titono, que foi o pai de Faetonte.
Em outra versão, Céfalo era filho de Deioneu e Diômede, filha de Xuto; ele tinha uma irmã Asteródia, e irmãos, Êneto, Actor e Fílaco. Deioneu era um dos filhos de Éolo e Enarete, e reinou sobre a Fócida. Céfalo se casou com Prócris, filha de Erecteu; mas Eos se apaixonou por ele, e levou-o embora.

## Pausânias
Céfalo era filho de Deioneu e o marido de Prócris, filha de Erecteu.
Céfalo era muito belo, foi raptado por Eos, e deles nasceu Faetonte.
Céfalo ajudou Anfitrião em sua guerra contra os teléboas, e recebeu a ilha chamada de Cefalênia. Ele permaneceu exilado em Tebas por ter morto sua esposa Prócris, e até a décima geração seus descendentes permaneceram lá.
Céfalo teve, como segunda esposa, Clímene, filha de Mínias, com quem ele teve um filho, Íficlo. 

## Ovídio
Quando Mercúrio se apaixonou por Herse, a irmã ciumenta dela, Aglauros, se interpôs entre os dois e se recusou a mover, e Hermes transformou-a em uma estátua de pedra negra. Como visto no texto dos outros autores, Herse e Aglauros eram filhas de Cécrope I, e da união de Herse e Mercúrio nasceu Céfalo.

## Outras versões
Céfalo era um belo jovem que, amando os exercícios, levantava-se todos os dias antes do amanhecer para caçar. Em uma destas ocasiões, Eos viu-o e apaixonou-se, raptando-o. Céfalo, no entanto, amava profundamente Prócris, filha de Erecteu, com quem havia recentemente se casado, e resistiu aos encantos de Eos. Esta, irritada, despediu o mortal dizendo-o ingrato e que instigando-o a voltar para a esposa, que um dia lhe traria grandes lamentos.
Céfalo voltou a sua esposa e retomou sua felicidade assim como suas atividades no bosque.
No final de suas caçadas diárias, Céfalo se encontrava muito cansado. Assim, adorava a brisa que refrescava seu corpo nos momentos de descanso. Adorava tanto que clamava por ela. Alguém ouviu suas clamações e contou o fato à Pócris que, no dia seguinte, escondeu-se na mata para verificar se o fato era verídico ou não. Então, eis que Pócris ouviu seu amado clamando pela brisa. Pócris pensou que a "brisa" era o nome de uma amante e se entristeceu. Céfalo nesse instante percebeu que havia alguém ou algo perto de si no momento e, achando que poderia ser uma caça, atirou seu dardo contra Pócris. Vendo que atingira sua amada, Céfalo implorou que ela vivesse, porém em vão.
Céfalo também ajudou Anfitrião em sua guerra contra Ptérela, rei de Tafos. Com a vitória, ele recebe a ilha de Samos.
Posteriormente, Céfalo se casa com uma filha de Mínias. Desta união nasce Arcésio, avô de Odisseu.